# Cattedrale della Natività di Maria di Monte Oliveto Maggiore
La cattedrale della Natività di Maria di Monte Oliveto Maggiore è la chiesa abbaziale dell'abbazia di Monte Oliveto Maggiore, nei pressi di Chiusure (comune di Asciano e provincia di Siena), cattedrale dell'abbazia omonima e sede parrocchiale. È monumento nazionale italiano.

## Storia
La cattedrale della Natività di Maria di Monte Oliveto Maggiore venne costruita tra il 1400 e il 1417 come chiesa abbaziale dell'annessa abbazia. È situata sul fianco dell'edificio dell'abbazia, annessa al chiostro grande. Il grande edificio, che venne solennemente consacrato nell'anno 1417, era in gotico italiano, con affreschi policromi lungo le pareti della navata e nell'abside.
Tra il 1503 e il 1505 venne realizzato il coro ligneo ad opera di fra Giovanni da Verona.
Nel 1772, all'interno, la chiesa è stata radicalmente restaurata in stile barocco su progetto del camerte Giovanni Antinori; questo intervento di restauro, pur avendo modificato radicalmente l'aspetto interno della chiesa, non ne ha modificato la struttura.

## Descrizione

### Esterno
L'esterno è in stile gotico, con paramenti murari in mattoni rossi a vista. La facciata a capanna presenta, nella parte inferiore al centro, il portale cuspidato, con lunetta dipinta raffigurante la Madonna col Bambino tra angeli, del XV secolo. Più in alto, al centro, si trova il rosone circolare, con lieve strombatura.
Lungo il fianco sinistro della chiesa, si notano i contrafforti gotici e, sopra i finestroni aperti nel XVIII secolo, dei rosoni murati. In prossimità dell'area absidale, si eleva l'alta torre campanaria, con cella campanaria che si apre sull'esterno tramite quattro trifore, una per lato. Il coronamento della torre è costituito da una cuspide conica centrale e da quattro guglie piramidali più piccole.
Il coro, che è l'unico elemento barocco dell'esterno, presenta una cupola a pianta ottagonale con lanterna.

### Interno

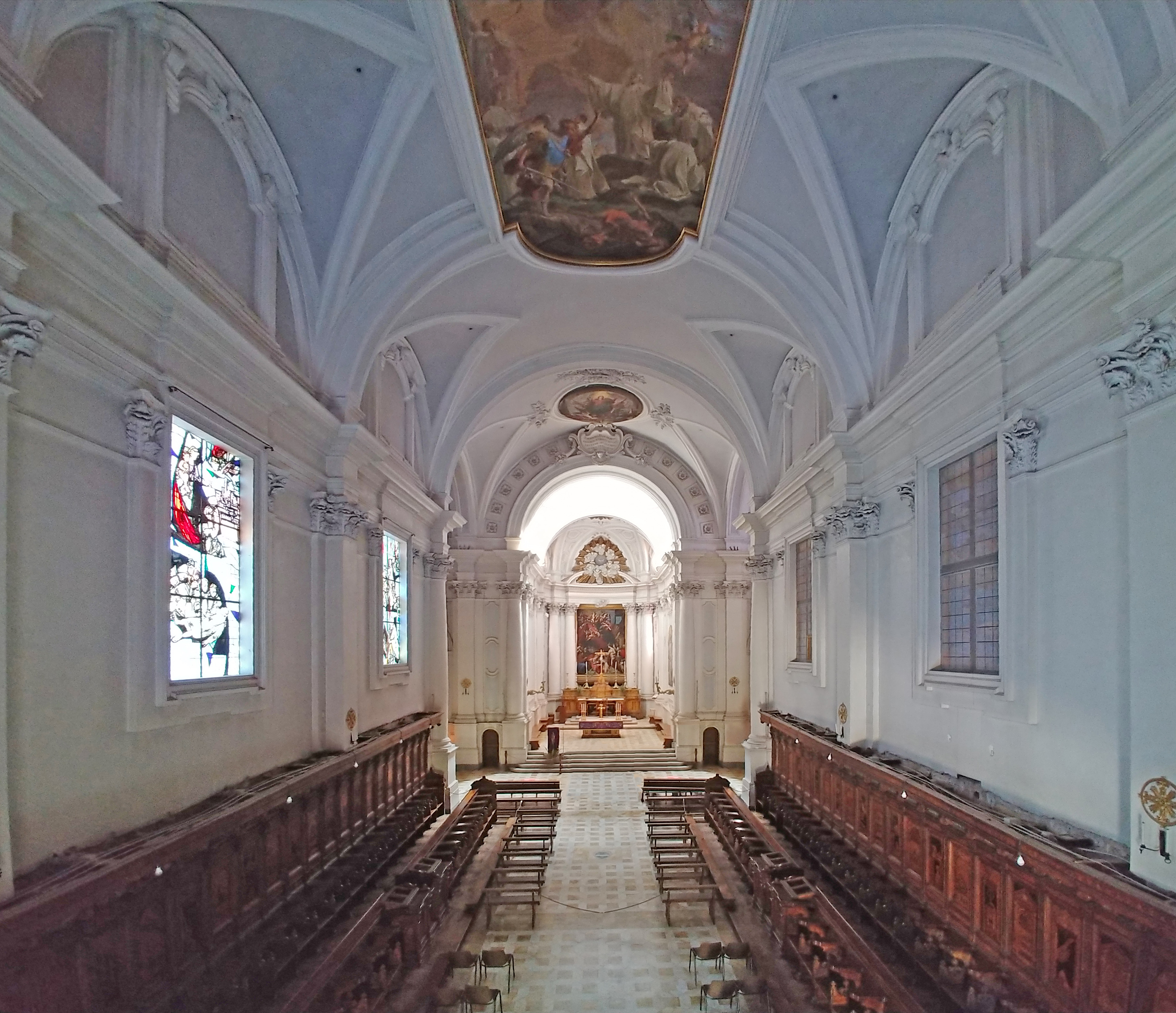
Interno

L'interno della cattedrale della Natività di Maria di Monte Oliveto Maggiore è in stile barocco ed ha pianta a croce latina.

#### Navata e coro

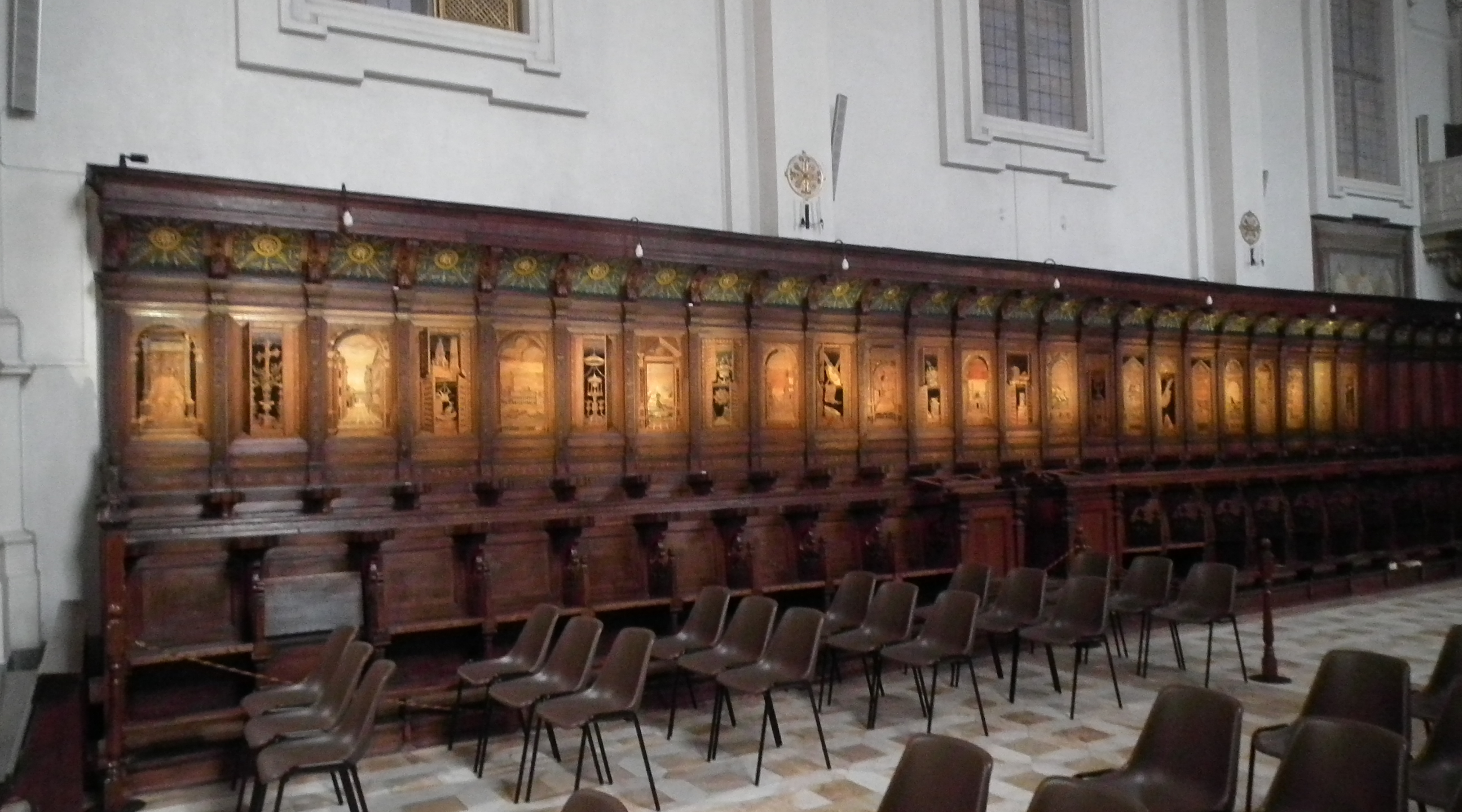
Coro

L'ampia navata unica, coperta con volta a botte, è suddivisa in tre campate; lungo le pareti laterali, intervallate da semipilastri con capitelli corinzi, si aprono sei finestroni rettangolari, tre per lato.
Nella prima campata, sulla parete di destra, sopra l'ingresso laterale riservato ai monaci, vi è l'affresco raffigurante San Bernardo Tolomei con Patrizio Patrizi e Ambrogio Piccolomini, di autore ignoto del XV secolo. Sulla volte l'affresco con La Visione della Scala d'oro di San Bernardo Tolomei, di Ermenegildo Costantini (1780)
All'interno della navata, si trova il pregevole coro, realizzato tra il 1503 e il 1505 da fra Giovanni da Verona. Esso è costituito da 125 stalli lignei suddivisi in due ordini (58 in quello inferiore e 67 in quello superiore). Di questi, 48 sono intarsiati e rappresentano vari soggetti, fra cui strumenti musicali, paesaggi, animali ed oggetti di vario genere.
Al centro del coro si trovava il leggio ligneo intarsiato, realizzato nel 1520 da fra' Raffaele da Brescia, successivamente trasferito nella sagrestia.

#### Transetto e cappelle laterali

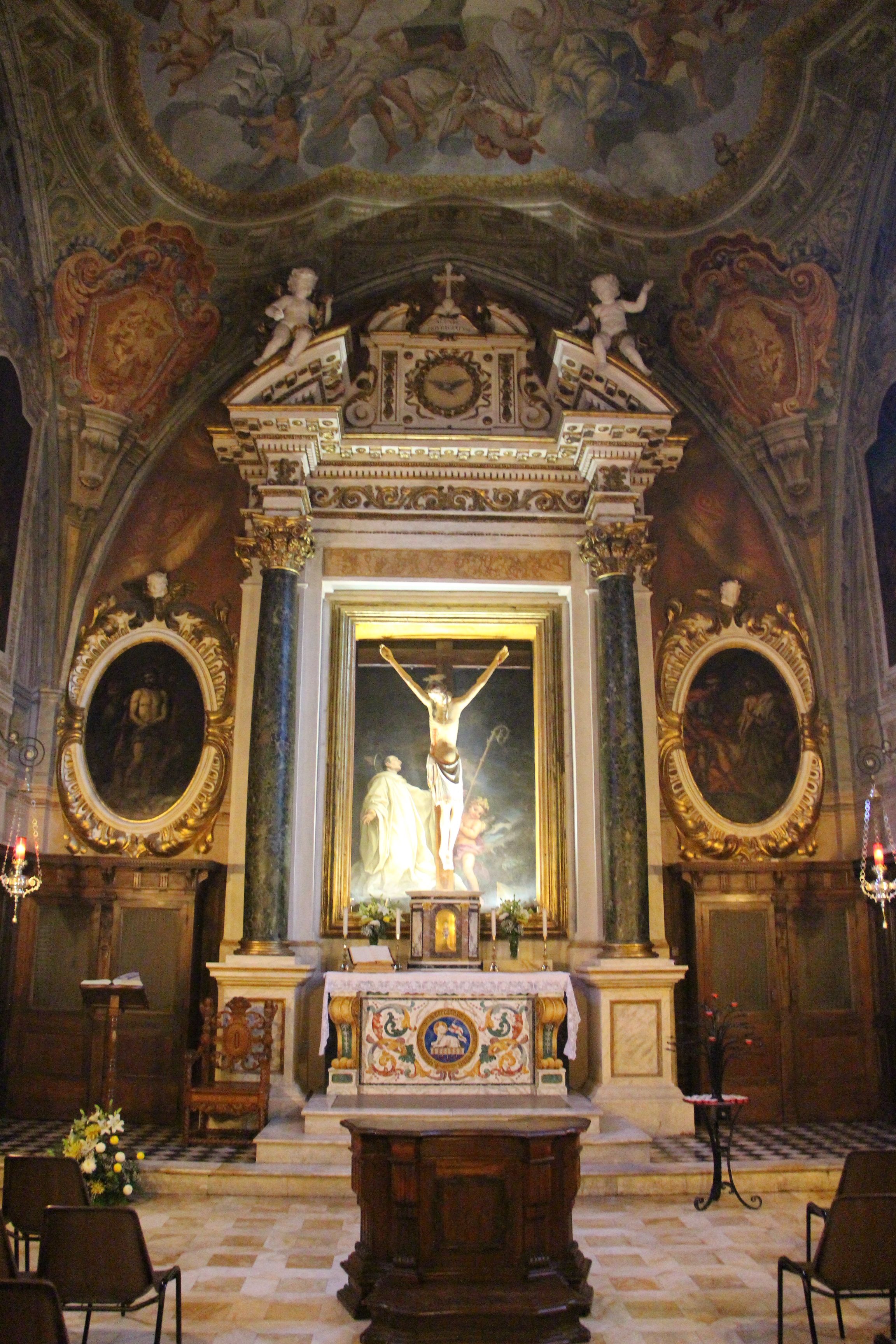
Cappella del Santissimo Sacramento

Il transetto della chiesa è anch'esso coperto con volta a botte e s'innesta nella navata in prossimità dell'abside.
Sulla volta è presente, al centro, una tela circolare di Jacopo Ligozzi raffigurante l'Assunzione di Maria (XVI secolo). Ai lati sono invece presenti due tele di Francesco Vanni con La consacrazione della Chiesa e La Vestizione dei primi monaci olivetani (XVI secolo).
Ai lati dell'abside, si aprono nel transetto due cappelle, entrambe a pianta quadrata. Quella di sinistra è dedicata a san Benedetto da Norcia e presenta, sull'altare, la tela Gloria di San Benedetto e San Bernardo, realizzata da Fabrizio Cartolari nel 1773. La cappella di destra, invece, dedicata a santa Francesca Romana, accoglie sull'altare il dipinto di autore ignoto del XVIII secolo Santa Francesca Romana e l'angelo.
Tramite una porta che si apre sulla parete fondale del braccio sinistro del transetto, si accede alla cappella del Santissimo Sacramento, interamente affrescata. Sull'altare, con prezioso paliotto dipinto a finto marmo con, al centro, l'Agnus Dei. Sopra l'altare, si trova il crocifisso ligneo dipinto trecentesco che avrebbe parlato più volte a Bernardo Tolomei, che reca sul retro la tela con San Bernardo Tolomei di Raffaele Vanni del XVII secolo.

#### Abside
L'abside, situata in fondo alla navata, è stata completamente ricostruita nel XVIII secolo. Costituita da una sezione a pianta quadrata coperta con cupola e da una sezione a pianta semicircolare, ospita, in fondo, il grande altare maggiore in marmi policromi, con la pala Natività di Maria, opera di Jacopo Ligozzi che la dipinse nel 1598.
Sulla parete destra dell'abside, si trova il dipinto San Benedetto che appare ai santi Francesca Romana e Bernardo Tolomei, realizzato nel 1824 dal pittore Luigi Boschi.

#### Organo a canne
Sulla cantoria in controfacciata, si trova l'organo a canne Tamburini opus 702, costruito nel 1975 riutilizzando la cassa del precedente organo Agati (XIX secolo) che a sua volta era stato costruito in sostituzione di un organo costruito nel 1605-1608 dal cortonese Cesare Romani. Lo strumento antico era stato poi trasferito nel 1810 nella collegiata dei Santi Quirico e Giulitta a San Quirico d'Orcia e sostituito nella chiesa abbaziale di Monte Oliveto da un nuovo organo.
Lo strumento attuale, a trasmissione mista (meccanica per i manuali ed elettrica per i registri, le combinazioni e le unioni), dispone di 31 registri; dispone di due consolle: quella principale è a finestra, con tre tastiere e pedaliera, mentre nel coro ve n'è una seconda. mobile.